# Ceroptera brevifrons
Ceroptera brevifrons är en tvåvingeart som först beskrevs av Oswald Duda 1925.  Ceroptera brevifrons ingår i släktet Ceroptera och familjen hoppflugor.
Artens utbredningsområde är Paraguay. Inga underarter finns listade i Catalogue of Life.